# Матвей Альбанский
Матвей Альбанский (Mathieu, O.S.B.Clun.) — католический церковный деятель XII века. В юности изучал теологию в Лане. В 1126 году Пётр Достопочтенный назвал его настоятелем Сен-Мартен-де-Шан. В этом же году был провозглашен кардиналом-епископом Альбано. Несколько раз посылался во Францию в качестве папского легата, в частности для того, чтобы возглавить собор в Труа в 1128 году